# Festival de Aix-en-Provence
El Festival Internacional de arte lírico de Aix-en-Provence (en francés: Festival international d’art lyrique d’Aix-en-Provence) es un festival francés de ópera y de música clásica, que se celebra cada verano desde 1948 en Aix-en-Provence. Es uno de los grandes festivales líricos europeos, con una afinidad particular por las óperas de Mozart. Las representaciones se hacen al aire libre, en el patio del Arzobispado.

## Historia
El Festival fue creado en 1948 por Gabriel Dussurget, que deseaba dinamizar la actividad musical en la región de Marsella. El nuevo Festival está pensado bajo los auspicios de Mozart: 

Depuis l’évocation d’Aix, une œuvre lyrique chantait dans ma tête. Fiordiligi et Dorabella descendaient comme de légers fantômes le cours Mirabeau, et Mozart me vint aux lèvres.»

De hecho fue Così fan tutte la obra que inauguró el primer Festival, en julio, con decorados realizados por Georges Wakhevitch en el patio  del Arzobispado y Hans Rosbaud dirigiendo a la orquesta de la radio Südwestfunk de Baden-Baden. Una docena de conciertos y  recitales se dieron también, en el Arzobispado, en la Catedral de Saint-Sauveur (una Misa de la Coronación de Mozart, con la joven Maria Stader) y en más lugares en la ciudad.
En 1949, se programó la ópera Don Giovanni, teniendo un gran éxito, en un dispositivo escénico y decorados de la afichista Cassandre. La programación quedó establecida en tres operas por festival, de ellas dos de Mozart y, la tercera, escogida del repertorio barroco o contemporáneo.
Bernard Lefort fue nombrado director en 1974 y abrió el Festival al bel canto, con óperas de Verdi y Donizetti. Le sucedío en 1982 Louis Erlo, anterior director de la Opéra de Lyon y del Opéra-Studio, que programó óperas barrocas de (Purcell, Gluck, Lully, Campra o Rameau: de este último se estrenó en 1982, por vez primera, la obra Les Boréades, que había sido abandonada a la muerte del compositor).
En 1998, Stéphane Lissner, anterior director del Théâtre du Châtelet, se puso al frente del Festival y programó un Don Giovanni muy destacado, puesto en escena por Peter Brook y dirigido por Claudio Abbado y su joven alumno Daniel Harding al frente de la Mahler Chamber Orchestra. Invitó a afamados escenógrafos como Pina Bausch, Patrice Chéreau, Jérôme Deschamps y Macha Makeïeff e hizo estrenar una ópera contemporánea de Péter Eötvös, Le Balcon.
Desde 2006, y hasta el 2009, el Festival se asoció con el Festival de Pascua de Salzburgo para la producción de El anillo del nibelungo de Richard Wagner, puesta en escena de Stéphane Braunschweig y dirigido por Simon Rattle con la Orquesta Filarmónica de Berlín: las óperas fueron presentadas en Aix-en-Provence en julio y repuestas en Salzburgo en la primavera siguiente.

### Directores del festival
- 1947 - 1974 Gabriel Dussurget
- 1974 - 1982 Bernard Lefort
- 1982 - 1996 Louis Erlo
- 1998 - 2006 Stéphane Lissner

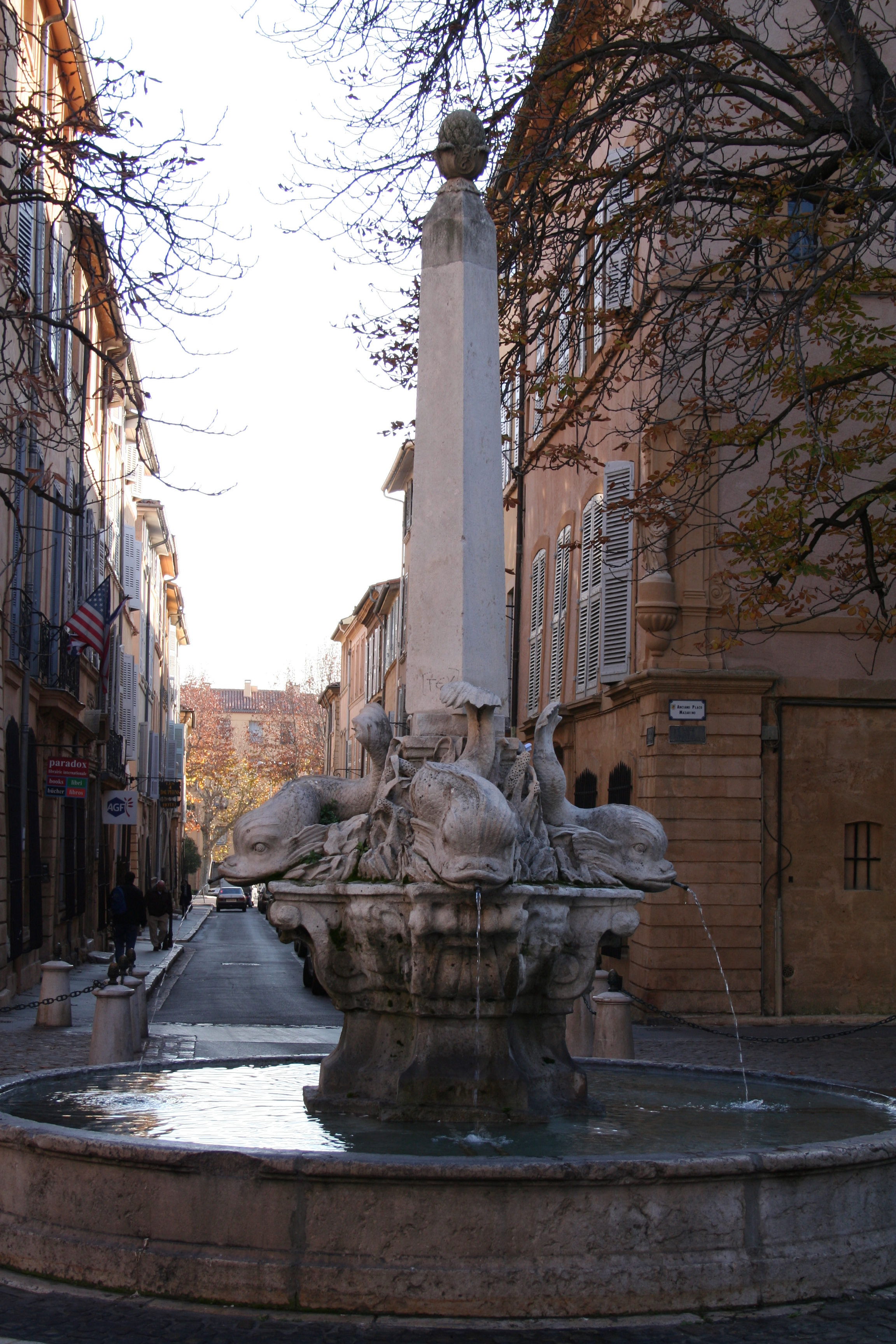
La fuente de los cuatro delfines.

- 2007 - presente Bernard Foccroulle

## Espacios escénicos
El corazón del Festival es el patio del Arzobispado. Los espectáculos tienen lugar al aire libre, a la caída de la noche, originalmente en la pequeña escena –siete metros de fondo, una docena de longitud–, han dado un cierto cachet al Festival. El patio se ha acondiconado con gradas para el público, y un proscenio.
Los conciertos y las representaciones son igualmente organizadas en toda la ciudad, en la plaza de los Quatre-Dauphins, en la plaza des Cardeurs, al pie de la montaña de Sainte-Victoire, étc... Desde 2007, algunas actuaciones se llevan a cabo en el Gran Teatro de Provence (GTP), construido a tal efecto. Fue inaugurado en julio de 2007 con la representación de La Valquiria de Richard Wagner. Finalmente, otros espacios escénicos son la Oppède hotel de Maynier y el Teatro del Jeu de Paume. 
Esta evolución de los lugares de actuación ha permitido que el festival sea visto como menos elitista que en sus primeras etapas, y permite que un público más amplio pueda acceder a su programación.